# اليوم العالمي للأمراض المدارية المهملة
اليوم العالمي للأمراض المدارية المهملة هو يوم توعية للتعامل مع الأمراض الاستوائية المهملة. يصادف يوم 30 يناير من كل عام.

## التاريخ
كان اليوم العالمي الأول للأمراض المدارية المهملة في 30 يناير 2020. يصادف يوم 30 يناير الذكرى السنوية لإعلان لندن التاريخي لعام 2012 بشأن الأمراض المدارية المهملة، والذي وحد الشركاء عبر القطاعات والبلدان ومجتمعات الأمراض للدفع نحو المزيد من الاستثمار والعمل بشأن الأمراض المدارية المهملة.
كان عام 2020 عامًا مميزًا للاستجابة الصحية العالمية للأمراض المدارية المهملة، حيث أعلنت منظمة الصحة العالمية عن أهداف جديدة خلال العام لتوجيه التقدم ضد الأمراض المدارية المهملة حتى عام 2030.
أعلنت ريم الهاشمي عن هذا الحدث نيابة عن حكومة دولة الإمارات العربية المتحدة في 19 نوفمبر 2019، في منتدى الوصول إلى الميل الأخير. استثمرت دولة الإمارات العربية المتحدة مبالغ كبيرة في الجهود المبذولة لمكافحة الأمراض المدارية المهملة.
في اليوم العالمي الثالث للأمراض المدارية المهملة في عام 2022، تم الإعلان عن كيغالي بشأن الأمراض المدارية المهملة، وهو مشروع خليفة لإعلان لندن، وتم إطلاقه رسميًا من قبل بول كاغامي، رئيس جمهورية رواندا، في قمة كيغالي بشأن الملاريا والأمراض المدارية المهملة.